# 大井和郎
大井 和郎（おおい かずろう、1959年-）は、日本のピアニストである。東京都出身。

## 略歴
5歳からピアノを始め、東京音楽大学付属高校卒業後渡米し、シンシナティ音楽院にて学士、修士を取得。
1992年東芝EMIより「リスト・ダンテを読んで」でCDデビュー。（現在は廃盤）その後CDのリリースは1998年以降となるが、クーラウのソナチネ集、ハチャトゥリアンの小品集を間に挟み、パガニーニ練習曲の初版と改訂版をカップリングした完全版でその名を不動のものとした。その後リストを中心に録音活動を行い、超絶技巧練習曲初版と二版の一部、巡礼の年からいくつか抜粋してリリースした。
ピアノはベーゼンドルファーを愛用している。（東芝EMIのデビュー版を除けば、ほかの全てのCDがベーゼンドルファーのピアノによって録音されている。）
彼は「この世に演奏不可能な曲などない」と言い切っており、リストを中心に難曲に挑み、CD、ライブを通してその言葉を証明している。
北日本が好きで、自身のホームページに北斗星で北海道へ旅した時の話や、東北地方専用掲示板などがあったこともある。（それ以外にはかつて飼っていた文鳥の話などがあり、「独身である私にとって文鳥は特別な存在であった」という。）
版画家・童画家の大井さちこは実妹である。

## 演奏
特にリストを得意とする。難曲へのチャレンジ精神は並々ならぬものがあり、パガニーニ練習曲（初版）および超絶技巧練習曲（初版・第二稿）は高い完成度を誇る。

## パガニーニ練習曲の「完全版」
日本人としては初めてパガニーニ練習曲の初版が収録されたもので、彼の音源の中で最も有名な音源である。パガニーニ練習曲の初版はきわめて演奏困難なことで知られている。
そのためこの曲集を録音するだけでも充分画期的といえる。重厚な和音が多いにもかかわらず、どの曲においても和音で主旋律がつぶれることが無い点は特記すべきである。
またこの音源の特徴としてあげられるのは
1. 編集を限りなく減らしている。
2. ベーゼンドルファーを使用している。

という点である。
真に演奏できることが証明させることもこの音源に掲げた大事な要素であった。この製作者側の意図はかなり成功しており、一般的な演奏不可能という概念はかなり薄らいだ。このためこの音源をきいたアマチュアの間で人気が高まり、楽譜も安価で手に入れやすいため、実際に演奏を試みる人も多い。

発表当時は音楽雑誌などで取り上げられるなど専門家からは高い評価を受けたようである。同時収録の改訂版はテンポこそ遅いが、技術的には初版より易しいため余裕を持って弾いている。彼は録音する上で最も難しかったのは5番だったという。

## その他の音源
彼は現在7枚のCDをリリースしているが、特にリストを中心とした3枚（パガニーニ練習曲完全版を含む）は評価は高い。

パガニーニ練習曲完全版に続いて、彼は超絶技巧練習曲（初版）をリリースした。ツェルニー的な要素が多い曲集ではあるが、彼の演奏は評価が高く、パガニーニ練習曲完全版に次いで人気が高い音源である。

超絶技巧練習曲（初版）はよく知られた第3稿と同様に12曲であるが、曲自体は全部で40分程度で演奏し切れてしまう為、穴埋めとして超絶技巧練習曲第2版から6番、7番、9番、11番。第3版から10番を抜粋した。
超絶技巧練習曲の第1版の録音には苦労したという。第1版は技術的にはそれほど難しくない曲々であるが、プロとして人に聴かせる演奏に仕上げるのが難しかったという。
同時収録された超絶技巧練習曲の第2版は、パガニーニ練習曲初版とほぼ同時期に改訂されたもので、やはり演奏困難なことで有名である。
その後巡礼の年から、普段あまり取り上げられない美しい曲を集めて「巡礼の年」をリリース。

この音源は今まで録音した難曲ではなく、より音楽的な要素を側面に出した作品が多く、技術的にはさほど難しくないものが多い。そのため彼のもつ音楽性が最も発揮された音源であるといえる。